# Justine Greening

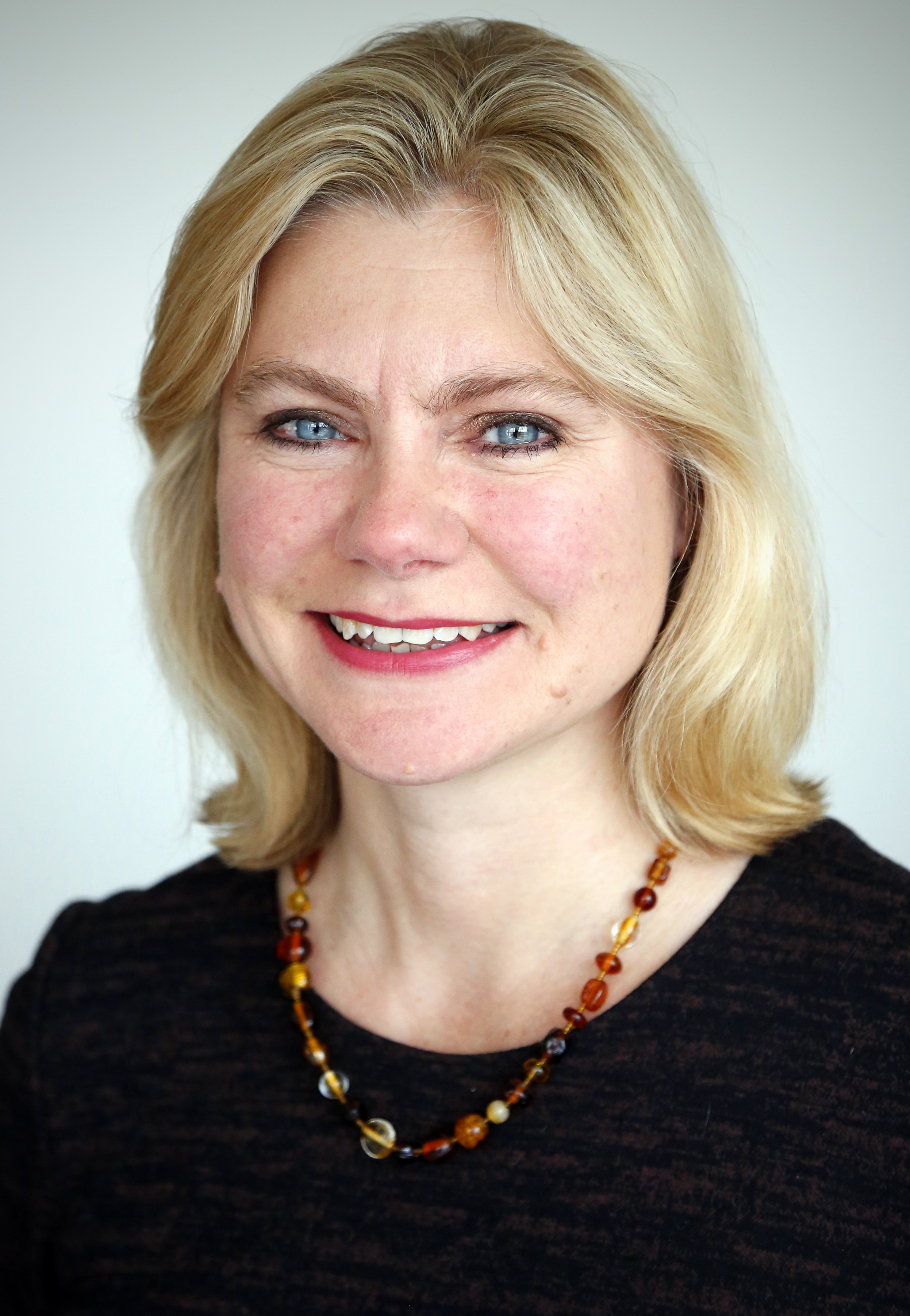
Rt. Hon. Justine Greening MP

Justine Greening (Yorkshire, 30 de março de 1969), política britânica é membro do Partido Conservador.
Desde de 2012, Greening é secretário de Estado para Relações internacionais.